# Canton de Saint-Méen-le-Grand
Le canton de Saint-Méen-le-Grand est une ancienne division administrative française, située dans le département d'Ille-et-Vilaine et la région Bretagne.

## Composition
Le canton de Saint-Méen-le-Grand regroupe les communes suivantes :
| Nom                             | Code Insee | Intercommunalité        | Superficie (km2) | Population (dernière pop. légale) | Densité (hab./km2) |
| ------------------------------- | ---------- | ----------------------- | ---------------- | --------------------------------- | ------------------ |
| Saint-Méen-le-Grand (chef-lieu) | 35297      | CC Saint-Méen Montauban | 18,28            | 4 576 (2014)                      | 250                |
| Bléruais                        | 35026      | CC Saint-Méen Montauban | 3,33             | 110 (2014)                        | 33                 |
| Le Crouais                      | 35091      | CC Saint-Méen Montauban | 6,25             | 547 (2014)                        | 88                 |
| Gaël                            | 35117      | CC Saint-Méen Montauban | 52,10            | 1 651 (2014)                      | 32                 |
| Muel                            | 35201      | CC Saint-Méen Montauban | 28,90            | 893 (2014)                        | 31                 |
| Quédillac                       | 35234      | CC Saint-Méen Montauban | 26,54            | 1 186 (2014)                      | 45                 |
| Saint-Malon-sur-Mel             | 35290      | CC Saint-Méen Montauban | 16,07            | 600 (2014)                        | 37                 |
| Saint-Maugan                    | 35295      | CC Saint-Méen Montauban | 8,43             | 563 (2014)                        | 67                 |
| Saint-Onen-la-Chapelle          | 35302      | CC Saint-Méen Montauban | 24,66            | 1 212 (2014)                      | 49                 |

## Histoire
- De 1833 à 1848, les cantons de Plélan-le-Grand et de Saint-Méen-le-Grand avaient le même conseiller général. Le nombre de conseillers généraux était limité à 30 par département[1].

## Représentation

### Conseillers généraux de 1833 à 2015
| Période | Période           | Identité                                                     | Étiquette          | Qualité |
| ------- | ----------------- | ------------------------------------------------------------ | ------------------ | --- |
| 1833    | 1839 (décès)      | M. Brager                                                    |                    | Conseiller à la Cour royale de Rennes                                                                       |
| 1839    | 1839              | Yves Denise (1775-1853)                                      |                    | Docteur en médecine Maire de Saint-Méen-le-Grand, conseiller d'arrondissement                               |
| 1839    | 1848              | Charles François d'Andigné, Marquis de la Chasse (1791-1879) | Droite monarchiste | Propriétaire, ancien officier de cavalerie Député (1839-1851) Propriétaire à Paris                          |
| 1848    | 1853 (décès)      | Yves Denise père                                             |                    | Docteur en médecine, officier de santé, maire de Saint-Méen-le-Grand                                        |
| 1853    | 1871              | François Roumain de la Touche                                | Bonapartiste       | Avocat, percepteur des contributions directes, juge de paix                                                 |
| 1871    | 1877 (annulation) | Léonard Drouet de Montgermont                                | Légitimiste        | Maire de Saint-Méen-le-Grand (1862-1878, 1882-1897)                                                         |
| 1878    | 1895              | Pierre Bellouard                                             | Républicain modéré | Maire de Gaël (1877-1891)                                                                                   |
| 1895    | 1897 (décès)      | Léonard Drouet de Montgermont                                | Droite             | Maire de Saint-Méen-le-Grand (1862-1878, 1882-1897)                                                         |
| 1897    | 1920 (annulation) | Léonard Charles Drouet de Montgermont                        | Droite             | Propriétaire - Maire de Saint-Méen-le-Grand (1897-1929), conseiller d'arrondissement                        |
| 1920    | 1931              | Jules de Tersannes                                           | Rad.               | Médecin à Saint-Méen-le-Grand                                                                               |
| 1931    | 1940              | Henri Letort                                                 | RG                 | Maire de Saint-Méen-le-Grand (1929-1941)                                                                    |
|         |                   |                                                              |                    | |
| 1943    | 1945              | Louis Carré                                                  | ?                  | Entrepreneur - Maire de Quédillac Nommé conseiller départemental en 1943                                    |
|         |                   |                                                              |                    | |
| 1945    | 1964              | Louis Carré                                                  | MRP puis CNIP      | Entrepreneur - Maire de Quédillac Suppléant du député Henri Jouault                                         |
| 1964    | 2001              | André Guillou                                                | UDR puis RPR       | Vétérinaire - Maire-adjoint de Saint-Méen-le-Grand, Député suppléant (1967-1981)                            |
| 2001    | 2008              | Maurice Théaud                                               | UMP                | Président-Directeur Général de la société Théaud, Saint-Méen-le-Grand, suppléant du député Philippe Rouault |
| 2008    | 2015              | Armel Jalu                                                   | PS                 | Employé de La Poste - Maire du Crouais (depuis 2001)                                                        |

### Conseillers d'arrondissement (de 1833 à 1940)
Le canton de Saint-Méen avait deux conseillers d'arrondissement.
Il appartenait à l'arrondissement de Montfort-sur-Meu jusqu'à sa disparition en 1926.
| Période                                  | Période      | Identité                                              | Étiquette                  | Qualité |
| ---------------------------------------- | ------------ | ----------------------------------------------------- | -------------------------- | --- |
| 1833                                     | 1839         | Yves Denise (1775-1853)                               |                            | Docteur en médecine, maire de Saint-Méen (1830-1846)                                                        |
| 1833                                     | 1839         | Constant Aimé Escolan (1781-1849)                     |                            | Notaire à Saint-Méen                                                                                        |
| 1839                                     | 1842         | M. Gérard                                             |                            | Négociant à Saint-Méen                                                                                      |
| 1839                                     | 1848         | M. Le Chevalier                                       |                            | Propriétaire à Rennes                                                                                       |
| 1842                                     | 1845         | M. Drouet de Montgermont                              |                            | Propriétaire à Saint-Méen                                                                                   |
| 1845                                     | 1848 (décès) | Joachim François Marie Julliot du Plessix (1780-1848) |                            | Propriétaire à Saint-Onen                                                                                   |
|                                          |              |                                                       |                            | |
|                                          | 1897         | Léonard Charles Drouet de Montgermont                 | Droite                     | Propriétaire à Saint-Méen-le-Grand                                                                          |
| 1897                                     | 1899 (décès) | M. André                                              |                            | |
|                                          |              |                                                       |                            | |
| 1904                                     | 1922         | Édouard Roger                                         | Conservateur               | Pharmacien, premier adjoint au maire de Saint-Méen                                                          |
| 1910                                     | 1922         | Joachim Salmon                                        | Conservateur               | Propriétaire, adjoint au maire de Gaël                                                                      |
| 1922                                     | 1931         | Alexandre Villandré                                   | Républicain                | Maire de Gaël                                                                                               |
| 1922                                     | 1934         | M. Escolan                                            | Républicain                | Adjoint au maire de Saint-Méen                                                                              |
| 1931                                     |              | Mathurin Duval                                        | Républicain anticartéliste | Cultivateur, maire de Saint-Onen                                                                            |
| 1934                                     |              | Joseph Garel                                          | Union nationale            | Agriculteur à Gaël                                                                                          |
| 1940                                     |              |                                                       |                            | Les conseils d'arrondissement ont été suspendus par la loi du 12 octobre 1940 et n'ont jamais été réactivés |
| Les données manquantes sont à compléter. |              |                                                       |                            | |

## Démographie
| 1962  | 1968  | 1975  | 1982  | 1990  | 1999  | 2006  | 2011   | 2012   |
| ----- | ----- | ----- | ----- | ----- | ----- | ----- | ------ | ------ |
| 9 440 | 8 946 | 8 704 | 8 808 | 8 768 | 8 531 | 9 861 | 10 964 | 11 135 |